# Lada (Niger)
Lada (auch: Lada Koura) ist ein Dorf in der Stadtgemeinde Diffa in Niger.

## Geographie
Das von einem traditionellen Ortsvorsteher (chef traditionnel) geleitete Dorf liegt am Ufer des Flusses Komadougou Yobé, der hier die Staatsgrenze zu Nigeria bildet. Es befindet sich rund drei Kilometer östlich des Stadtzentrums im ländlichen Gemeindegebiet von Diffa.
Lada ist Teil der 860.000 Hektar großen Important Bird Area des Graslands und der Feuchtgebiete von Diffa. Zu den in der Zone beobachteten Vogelarten zählen Arabientrappen, Beaudouin-Schlangenadler, Braunrücken-Goldsperlinge, Fuchsfalken, Nordafrikanische Lachtauben, Nubiertrappen, Prachtnachtschwalben, Purpurglanzstare, Rothalsfalken, Sperbergeier und Wüstenspechte als ständige Bewohner sowie Rötelfalken, Steppenweihen und Uferschnepfen als Wintergäste.

## Geschichte
Das Dorf Lada befindet sich seit Beginn des 13. Jahrhunderts an seinem heutigen Standort. Zuvor lag es an einer anderen Flussarm des Komadougou Yobé.
Die Kolonialmacht Frankreich richtete Anfang des 20. Jahrhunderts einen Kanton in Lada ein. Dieser wurde am 1. Juli 1933 mit den Kantonen Bosso und Déwa, der auch den kurz zuvor aufgelösten Kanton Diffa umfasste, zum neuen Kanton Komadougou mit Sitz in Gueskérou zusammengeschlossen.
Der Fluss Komadougou Yobé führte im Oktober 2019 nach starken Regenfällen Hochwasser. Die Folge waren schwere Überschwemmungen in der Region. Lada gehörte zu den überfluteten Dörfern.
Fünf Soldaten der Streitkräfte Nigers wurden verletzt, als sie am 23. April 2024 in Lada in einen Hinterhalt von mutmaßlichen Mitgliedern der Terrorgruppe Boko Haram gerieten.

## Bevölkerung
Bei der Volkszählung 2012 hatte Lada 3310 Einwohner, die in 437 Haushalten lebten. Bei der Volkszählung 2001 betrug die Einwohnerzahl 1813 in 353 Haushalten und bei der Volkszählung 1988 belief sich die Einwohnerzahl auf 930 in 187 Haushalten.

## Wirtschaft und Infrastruktur
Wie in anderen Siedlungen am Flussufer des Komadougou Yobé stellt die Fischerei einen wichtigen Wirtschaftszweig dar. Es handelt sich vor allem um Raubwelse, Tilapia und Afrikanische Knochenzüngler, die geräuchert oder frisch an anderen Orten in Niger und Nigeria verkauft werden. Die ackerbaulich genutzten Flächen beim Dorf sind von Bodenerosion betroffen, die vom Fluss verursacht wird. Mit einem Centre de Santé Intégré (CSI) ist ein Gesundheitszentrum im Ort vorhanden. Es gibt eine Schule.